# Łostojańce (przystanek kolejowy)
Łostojańce (biał. Ластаянцы, ros. Ластоянцы) – przystanek kolejowy w pobliżu miejscowości Łostojańce, w rejonie wołożyńskim, w obwodzie mińskim, na Białorusi.